# Leptogenys tricosa
Leptogenys tricosa es una especie de hormiga del género Leptogenys, subfamilia Ponerinae.

## Taxonomía
Esta especie fue descrita científicamente por Taylor en 1969.